# Antoni Coronzu
Antoni Coronzu (L'Alguer, 1944) és un poeta alguerès en llengua catalana.

## Biografia
Llicenciat en Llengua i Literatura Estrangeres, ha treballat com a professor de francès a Torí, ciutat on resideix des de l'any 1976.
Interessat des de jove en la llengua i cultura de la seva ciutat, va entrar a formar part del Centre d'Estudis Algueresos, llavors presidit per Rafael Catardi i Antonella Salvietti. Ha participat en diverses ocasions en el Concurs de Poesia d'Ocier, que guanya en diverses edicions. L'any 1965 obté la beca Recasens, per fer una estada d'estudis a Barcelona, que li permet d'entrar en contacte amb els escriptors i poetes catalans del moment. També és premiat en els Jocs Florals a l'exili de Caracas del 1966. L'any 1972 es publica a l'editorial Barcino de Barcelona el seu primer recull de poemes, Mosaic, que el consagrà com el poeta jove de l'Alguer d'aquells anys. El seu següent llibre de poemes en català es va publicar el 2008, tot i que la seva activitat poètica no es va aturar durant tot aquest temps. El 1992 va publicar el recull Tre amori, en llengua italiana. Ha participat assíduament al premi de poesia Rafael Sari de l'Alguer. El 2016 va publicar Totes les poesies i un llibre més, que recull la seva obra completa publicada fins al moment. El cantautor alguerès Pau Dessí ha musicat alguns dels seus poemes a Rimes i cançons. També el cantautor català Josep Tero ha inclòs un poema seu en el seu treball Camins de la tarda. Coronzu ha estat inclòs en l'antologia La tercera illa: poesia catalana de l'Alguer (1945-2013), curada per Joan-Elies Adell.